# Huma (fiume)
Lo Huma o Huma He (in cinese 呼玛河; in russo Хумахэ?, Хумаэрхэ o Кумара, Chumachė, Chumaėrchė o Kumara) è un affluente di destra dell'Amur. Scorre nella provincia dello Heilongjiang in Cina.

## Descrizione
Il fiume ha origine dagli speroni del versante orientale dei monti Da Hinggan e scorre attraverso il terreno montuoso della taiga. La lunghezza del fiume è di 435 km, l'area del bacino è di 23 900 km². In prossimità della foce, la portata media dello Huma He è di 130 m³/s.
Sfocia nell'Amur nella contea di Huma, Prefettura di Daxing'anling, circa 10 km a sud del villaggio di Huma, centro amministrativo della contea.